# Kunhe
Die „Gemeinde Kunhe der Daur und Manju“ (chinesisch 坤河达斡尔族满族乡, Pinyin Kūnhé Dáwò’ěrzú Mǎnzú Xiāng) ist eine Nationalitätengemeinde im Stadtbezirk Aihui der bezirksfreien Stadt Heihe in der nordostchinesischen Provinz Heilongjiang. Kunhe hat eine Fläche von 96,15 km² und 2.034 Einwohner (Stand: Zensus 2020), davon knapp 22 % Daur und gut 24 % Manju. Die Gemeinde liegt im Südosten des Stadtbezirks am rechten Ufer des Heilong Jiang, der die Grenze zu Russland bildet. Sie verfügt über gut 51 km² Ackerland, auf dem vor allem Soja, Weizen, Bohnen, Mungbohnen und Süßholz angebaut wird. Hinzu kommen gut 8 km² Nutzwald und 4,2 km² Grasland, das zur Milchviehhaltung genutzt wird.

## Daur und Manju
Die Gemeinde gehört zu den traditionellen Siedlungsgebieten der Daur und der Manju. Die Daur sprechen eine mongolische Sprache, während die Manju ihre südtungusische Sprache bereits während der Qing-Dynastie weitgehend zugunsten des Chinesischen aufgegeben haben. In der Qing-Zeit (1644–1911) wurden die Daur stark von den herrschenden Manju beeinflusst und bildeten häufig mit ihnen Siedlungs- und Kulturgemeinschaften.

## Administrative Gliederung
Kunhe setzt sich aus sechs Dörfern zusammen. Diese sind:
- Dorf Kunhe der Daur (坤河达斡尔族村), Zentrum, Sitz der Gemeinderegierung;
- Dorf Hongqi (红旗村);
- Dorf Huangqi Yingzi der Manju (黄旗营子满族村);
- Dorf Hulan Ergi der Daur (富拉尔基达斡尔族村);
- Dorf Lanqi der Manju (兰旗满族村);
- Dorf Xinmin der Manju (新民满族村).